# Aloe menyharthii
Aloe menyharthii är en grästrädsväxtart som beskrevs av John Gilbert Baker. Aloe menyharthii ingår i släktet Aloe och familjen grästrädsväxter.

## Underarter
Arten delas in i följande underarter:
- A. m. ensifolia
- A. m. menyharthii

## Bildgalleri

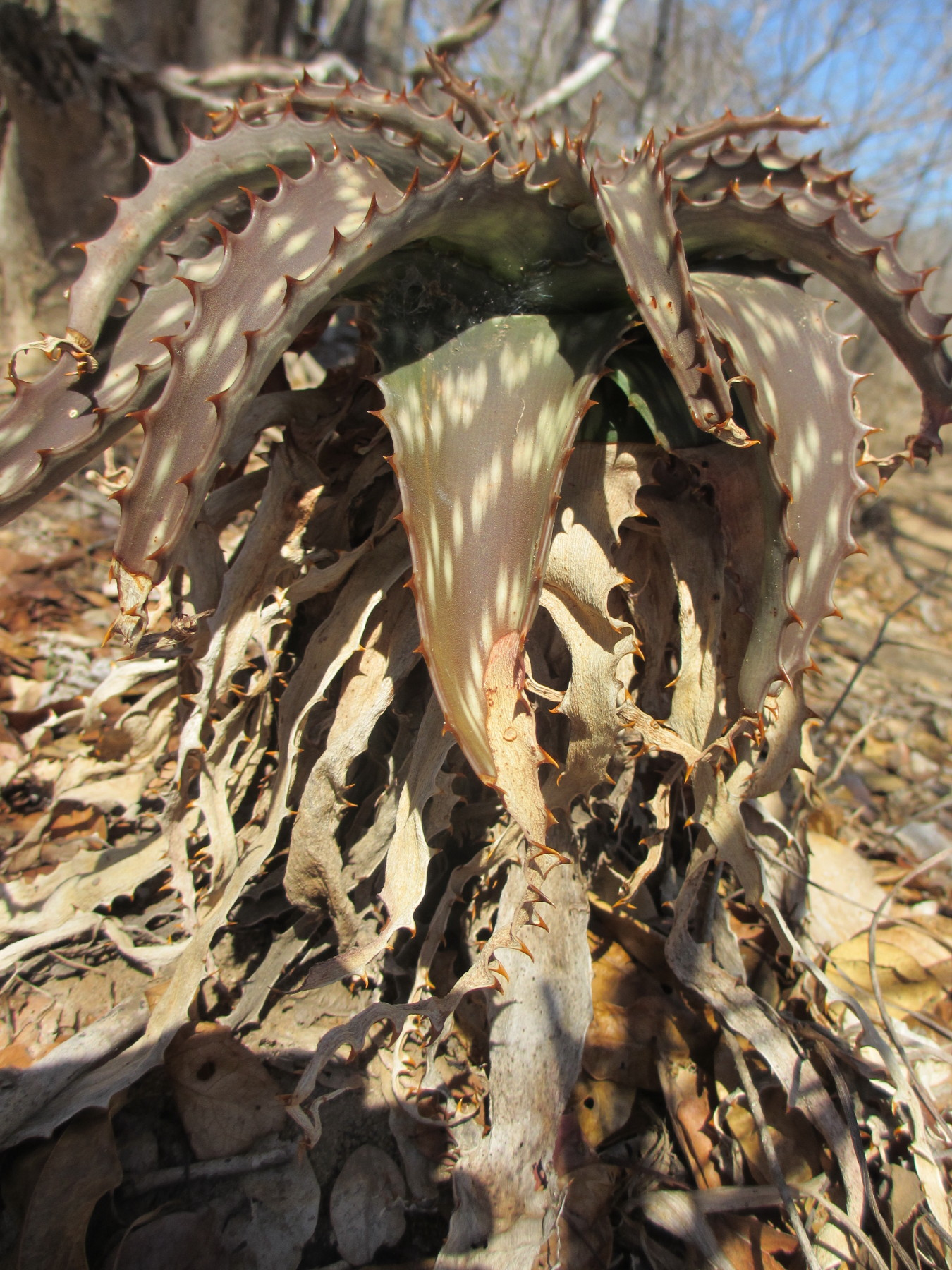
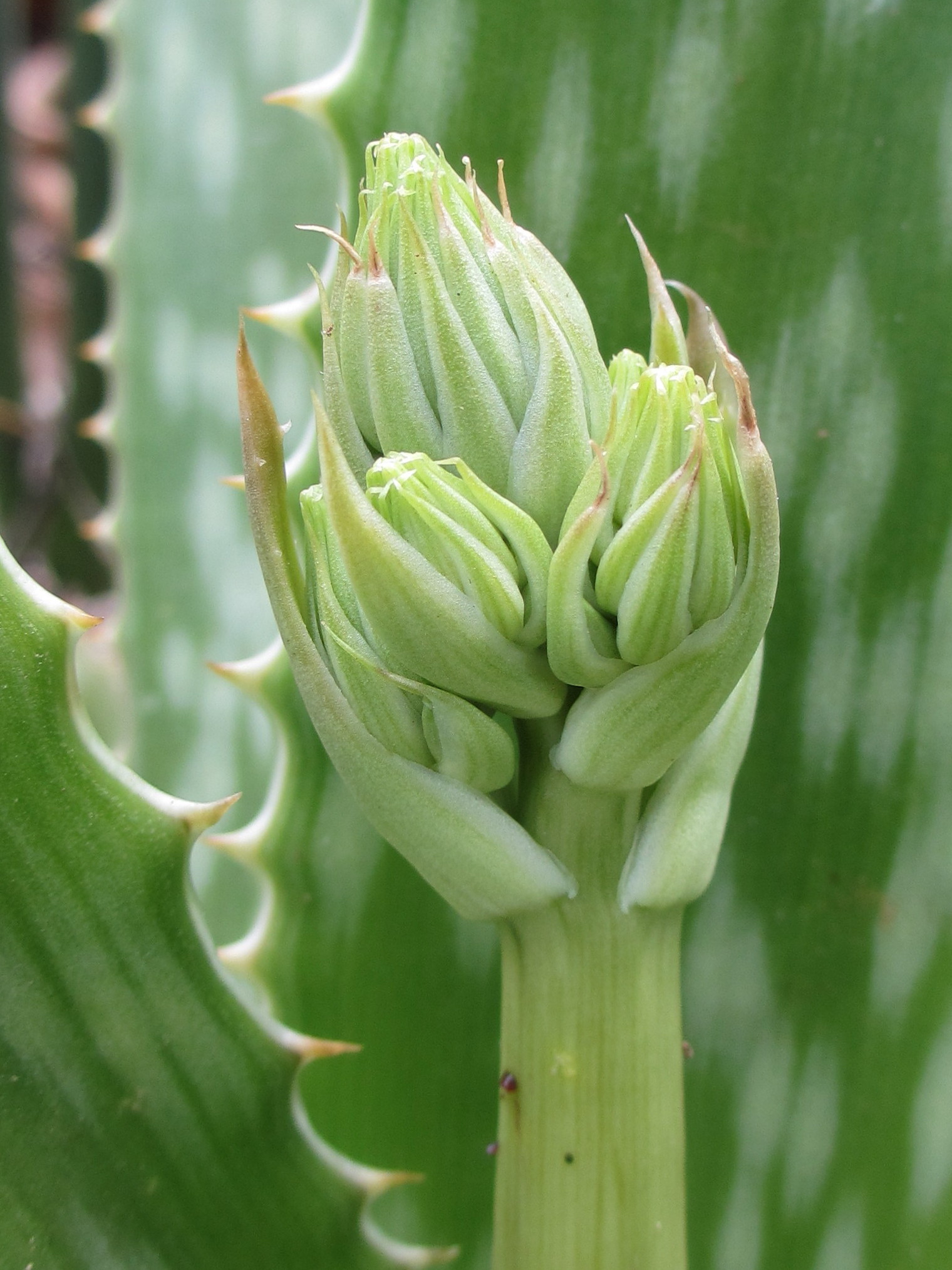
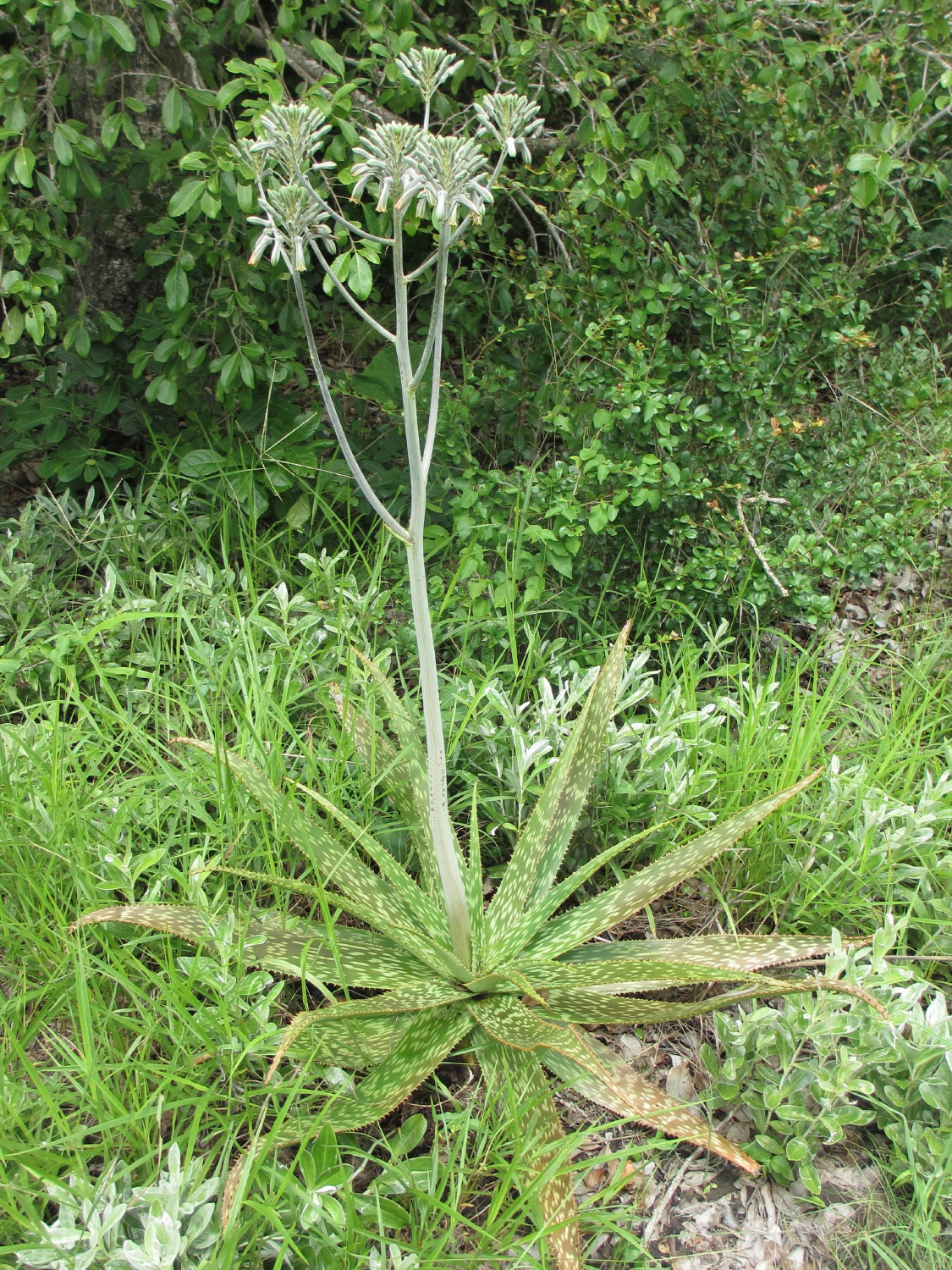
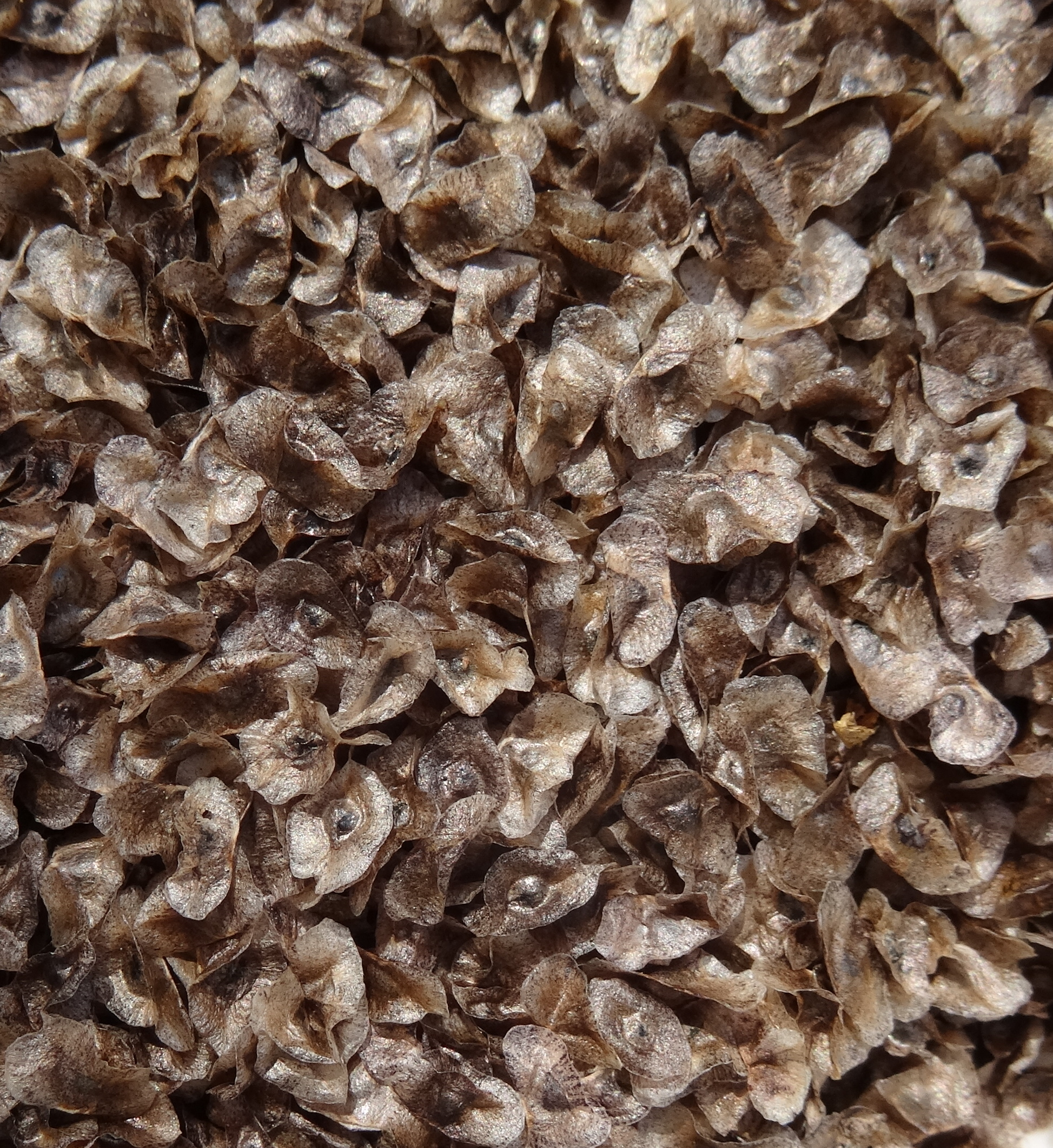